# Ollie Watkins
Oliver George Arthur Watkins, född 30 december 1995, är en engelsk fotbollsspelare som spelar för Aston Villa.

## Klubbkarriär
Watkins värvades till Aston Villa den 9 september 2020, han fick debutera i Premier League i matchen mot Sheffield United den 21 september samma år.

## Landslagskarriär
Watkins debuterade för det engelska landslaget i VM kval-matchen mot San Marino den 25 mars 2021, han stod för ett mål i debuten.